# Fairbank, Iowa
Fairbank là một thành phố thuộc quận Buchanan, tiểu bang Iowa, Hoa Kỳ. Năm 2010, dân số của thành phố này là 1113 người.

## Dân số
Dân số qua các năm:
- Năm 2000: 1041 người.
- Năm 2010: 1113 người.